# Raikküla
Raikküla – wieś w Estonii, prowincji Rapla, w gminie Raikküla. Tutaj urodził się estoński piosenkarz Jüri Pootsmann.